# Garrison H. Davidson
Garrison Holt Davidson est un lieutenant général de l'United States Army.